# ساناتورنه
ساناتورنه (به لاتین: Sanatorne) یک منطقهٔ مسکونی در اوکراین است که در Yalta Urban Okrug واقع شده‌است. ساناتورنه ۲۳۲ نفر جمعیت دارد و ۷۹ متر بالاتر از سطح دریا واقع شده‌است.